# 박민영 (아나운서)
박민영(1983년 6월 22일 ~ )은 한국교육방송공사의 아나운서이다.

## 학력
- 이화여자외국어고등학교 프랑스어학과 졸업
- 홍익대학교 불어불문학과 학사

## 경력
- 2009년 ~ 2010년 GTB강원민방 아나운서
- 2010년 ~ EBS 아나운서

## 가족 관계
- 친척 : 언니 1명
- 남편, 자녀 2명

## 진행

### TV 프로그램
- GTB 뉴스와 생활경제
- GTB 뉴스 820
- EBS 정오뉴스
- 최고의 요리비결
- 연중기획-미래를 여는 교육
- 톡톡!직업이 보인다
- 도전!직업체험
- 미래직업,뜨는직업
- 낭랑 108세